# منكسفة متمددة
منكسفة متمددة (الاسم العلمي:Eclipta procumbens) هي نوع من النباتات تتبع جنس المنكسفة من الفصيلة النجمية.